# آل روحان (جبل)
جبل آل روحان هو جبل في السراة في ديار قبيلة بلقرن في محافظة بلقرن في منطقة عسير في المملكة العربية السعودية، وفي الشمال منه تقع قرى الحرجة على بعد كيلين منها، وفي قمة الجبل آثار قرية متهدمة.